# George Hudson
George Hudson (ur. prawdopodobnie 10 marca 1800 w Howsham, zm. 14 grudnia 1871) – angielski finansista, znany jako „The Railway King” („Król Kolei Żelaznych”). Deputowany do okręgu wyborczego Sunderland z ramienia Partii Konserwatywnej (1849–1851). Lord namiestnik Durham, lord mayor Yorku.
W 1833 został skarbnikiem York Union Banking Company. Na spekulacjach akcjami spółek kolei żelaznych dorobił się wielkiego majątku. U szczytu kariery politycznej i finansowej ujawniono nadużycia w kierowanej przez niego spółce, co doprowadziło go do ruiny.
W 1821 ożenił się z Elizabeth Nicholson. Mieli synów George'a, Johna i Williama oraz córkę Anne, która wyszła za hrabiego Michała Hieronima Leszczyc-Sumińskiego.